# Sri-lankische Frauen-Cricket-Nationalmannschaft in England in der Saison 2023
Die Tour der sri-lankischen Frauen-Cricket-Nationalmannschaft nach England in der Saison 2023 fand vom 31. August bis zum 14. September 2023 statt. Die internationale Cricket-Tour war Bestandteil der Internationalen Cricket-Saison 2023 und umfasste drei WODIs und drei WTwenty20s. Die WODIs waren Bestandteil der ICC Women’s Championship 2022–2025. Sri Lanka gewann die WTwenty20-Serie 2–1, während England die WODI-Serie 2–0 für sich entscheiden konnte.

## Vorgeschichte
England spielte zuvor eine Ashes-Tour gegen Australien, Sri Lanka eine Heimtour gegen Neuseeland. Das letzte Aufeinandertreffen der beiden Mannschaften bei einer Tour fand in der Saison 2018/19 in Sri Lanka statt.

## Stadien
Die folgenden Stadien wurden für die Austragung der Tour ausgewählt.
| Stadion               | Stadt             | Kapazität | Spiele  |
| --------------------- | ----------------- | --------- | ------- |
| County Ground         | Chelmsford        | 6.500     | 2. WT20 |
| Riverside Ground      | Chester-le-Street | 17.000    | 1. WODI |
| County Cricket Ground | Derby             | 9.500     | 3. WT20 |
| County Cricket Ground | Hove              | 7.000     | 1. WT20 |
| Grace Road            | Leicester         | 6.000     | 3. WODI |
| County Ground         | Northampton       | 6.500     | 2. WODI |

## Kaderlisten
England benannte seine Kader am 18. August 2023. Sri Lanka benannte seine Kader am 22. August 2023.
| WODI | WODI | WTwenty20 | WTwenty20 |
| England | Sri Lanka | England | Sri Lanka |
| --- | --- | --- | --- |
| - Heather Knight (K) - Tammy Beaumont (wk) - Lauren Bell - Maia Bouchier - Alice Capsey - Kate Cross - Alice Davidson-Richards - Charlie Dean - Lauren Filer - Mahika Gaur - Danielle Gibson - Sarah Glenn - Bess Heath (wk) - Amy Jones (wk) - Emma Lamb - Natalie Sciver-Brunt | - Chamari Athapaththu (K) - Oshadi Ranasinghe (VK) - Nilakshi de Silva - Kavisha Dilhari - Imesha Dulani - Vishmi Gunaratne - Hansima Karunaratne - Kawya Kavindi - Achini Kulasuriya - Sugandika Kumari - Hasini Perera - Udeshika Prabodhani - Inoshi Priyadharshani - Inoka Ranaweera - Harshitha Samarawickrama - Anushka Sanjeewani (wk) | - Heather Knight (K) - Lauren Bell - Maia Bouchier - Alice Capsey - Kate Cross - Charlie Dean - Lauren Filer - Mahika Gaur - Danielle Gibson - Sarah Glenn - Bess Heath (wk) - Amy Jones (wk) - Freya Kemp - Issy Wong - Danni Wyatt | - Chamari Athapaththu (K) - Oshadi Ranasinghe (VK) - Nilakshi de Silva - Kavisha Dilhari - Imesha Dulani - Vishmi Gunaratne - Hansima Karunaratne - Kawya Kavindi - Achini Kulasuriya - Sugandika Kumari - Hasini Perera - Udeshika Prabodhani - Inoshi Priyadharshani - Inoka Ranaweera - Harshitha Samarawickrama - Anushka Sanjeewani (wk) |

## Tour Match
| 28. August | Arundel | England 118-9 (20)              | – | Sri Lanka 139-7 (20) |
|            |         | Sri Lanka gewinnt mit 5 Wickets |   |                      |

## Women’s Twenty20 Internationals

### Erstes WTwenty20 in Hove
| 31. August Scorecard | Hove | England 186-4 (17/17)                    | – | Sri Lanka 55-3 (6/6) |
|                      |      | England gewinnt mit 12 Runs (D/L method) |   |                      |

Sri Lanka gewann den Münzwurf und entschied sich als Feldmannschaft zu beginnen. Als Spielerin des Spiels wurde Alice Capsey ausgezeichnet.

### Zweites WTwenty20 in Chelmsford
| 2. September Scorecard | Chelmsford | England 104 (18)                | – | Sri Lanka 110-2 (13.2) |
|                        |            | Sri Lanka gewinnt mit 8 Wickets |   |                        |

Sri Lanka gewann den Münzwurf und entschied sich als Feldmannschaft zu beginnen. Als Spielerin des Spiels wurde Chamari Athapaththu ausgezeichnet.

### Drittes WTwenty20 in Derby
| 6. September Scorecard | Derby | England 116 (19)                | – | Sri Lanka 117-3 (17) |
|                        |       | Sri Lanka gewinnt mit 7 Wickets |   |                      |

Sri Lanka gewann den Münzwurf und entschied sich als Feldmannschaft zu beginnen. Als Spielerin des Spiels wurde Chamari Athapaththu ausgezeichnet.

## Women’s One-Day Internationals

### Erstes WODI in Chester-le-Street
| 9. September Scorecard | Chester-le-Street | Sri Lanka 106 (30.2)          | – | England 107-3 (18) |
|                        |                   | England gewinnt mit 7 Wickets |   |                    |

England gewann den Münzwurf und entschied sich als Feldmannschaft zu beginnen. Als Spielerin des Spiels wurde Mahika Gaur ausgezeichnet.

### Zweites WODI in Northampton
| 12. September Scorecard | Northampton | Sri Lanka 106-9 (30.5) | – | England |
|                         |             | No Result              |   |         |

England gewann den Münzwurf und entschied sich als Feldmannschaft zu beginnen. Das Spiel wurde auf Grund von Regenfällen nicht beendet werden. 

### Drittes WODI in Leicester
| 14. September Scorecard | Leicester | England 273-8 (31/31)        | – | Sri Lanka 112 (24.5/31) |
|                         |           | England gewinnt mit 161 Runs |   |                         |

Sri Lanka gewann den Münzwurf und entschied sich als Feldmannschaft zu beginnen. Als Spielerin des Spiels wurde Natalie Sciver-Brunt ausgezeichnet.

## Auszeichnungen

### Player of the Series
Als Player of the Series wurden der folgende Spieler ausgezeichnet.
| Serie | Player of the Series |
| ----- | -------------------- |
| WODI  | Lauren Filler        |
| WT20  | Chamari Athapaththu  |

### Player of the Match
Als Player of the Match wurden die folgenden Spielerinnen ausgezeichnet.
| Spiel   | Player of the Match  |
| ------- | -------------------- |
| 1. WODI | Mahika Gaur          |
| 2. WODI | –                    |
| 3. WODI | Natalie Sciver-Brunt |
| 1. WT20 | Alice Capsey         |
| 2. WT20 | Chamari Athapaththu  |
| 3. WT20 | Chamari Athapaththu  |